# Trematomus hansoni
Trematomus hansoni és una espècie de peix pertanyent a la família dels nototènids.

## Descripció
- Pot arribar a fer 41 cm de llargària màxima (normalment, en fa 25).
- Cos marronós amb taques fosques o franges creuades.
- El cap presenta, sovint, taques.
- 5-8 espines i 36-41 radis tous a l'aleta dorsal i 33-37 radis tous a l'anal.
- Aletes amb un reguitzell de taques fosques.[6][7][8][9]

## Alimentació
Menja peixets, krill i d'altres eufausiacis, poliquets, copèpodes, amfípodes, isòpodes i gastròpodes petits.

## Depredadors
A l'Antàrtida és depredat per Cygnodraco mawsoni, Gymnodraco acuticeps, Parachaenichthys georgianus, Chaenocephalus aceratus, Pseudochaenichthys georgianus, Muraenolepis microps, Dissostichus mawsoni, Notothenia rossii i Patagonotothen brevicauda.

## Hàbitat
És un peix d'aigua marina, demersal i de clima polar (53°S-78°S) que viu entre 6 i 549 m de fondària.

## Distribució geogràfica
Es troba a l'oceà Antàrtic: les illes Òrcades del Sud, Geòrgia del Sud i Shetland del Sud; les mars de Ross, de Davis i de Weddell, i les costes de la Terra Adèlia, de la Terra de Victòria, de la Princesa Ragnhild i de la Terra de la Reina Mary (Territori Antàrtic Australià).

## Observacions
És inofensiu per als humans.